# ФКР 2001 Дуйсбург
Не варто плутати з іншим жіночим футбольним клубом «Дуйсбург», заснованим 2014 року на базі цієї команди.
«ФКР 2001 Дуйсбург» (нім. FCR 2001 Duisburg) — колишній німецький жіночий футбольний клуб з Дуйсбурга. Був однією з найкращих команд німецького жіночого футболу на початку ХХІ століття, але 2013 року припинив існування через фінансові проблеми.

## Історія
«ФКР 2001 Дуйсбург» утворений на базі жіночої команди, сформованої в 1977 році у складі ФК «Румель-Кальденхаузен», яка з 1997 року носила назву «ФКР Дуйсбург 55» і стала незалежним клубом 8 червня 2001 року. Кольорами клубу залишились зелений і білий. Команда, яка носила прізвисько «Die Löwinnen» (нім. левиці), грала неперервно у Бундеслізі з моменту дебютного підвищення до неї в 1993 році.
За час свого існування команда виграла жіночу Лігу Чемпіонів у 2009 році, а також стала чемпіоном Німеччини (2000) і тричі здобувала Кубок Німеччини.
У 2013 році через неплатоспроможність клуб змушений був припинити існування, а більшість гравців і персоналу приєдналися в новостворену жіночу секцію клубу «Дуйсбург».

## Досягнення
- Бундесліга:

Чемпіон (1): 2000
Віце-чемпіон (7): 1995, 1997, 1999, 2005, 2006, 2007, 2008, 2010
- Кубок Німеччини:

Володар (3): 1998, 2009, 2010
Фіналіст (3): 1999, 2003, 2007
- Кубок УЄФА:

Володар (1): 2009